# レミ・カヴァニャ
レミ・カヴァニャ（Rémi Cavagna、1995年8月10日 - ）は、フランス、クレルモン＝フェラン出身の自転車競技選手。

## 戦績
2015年
- フランス選手権　優勝（U23・個人タイムトライアル）

2016年
- ヴォルタ・アオ・アレンテージョ（英語版） 区間優勝（第5ステージ）
- シルキュイ・デ・アルデンヌ（英語版） 区間優勝（第1ステージ）
- ツール・ド・ベルリン（英語版）  総合優勝（第3aステージ・個人タイムトライアル優勝）
- パリ～アラス・ツアー（英語版）  ヤングライダー賞（第3ステージ優勝）
- Course de Solidarność et des champions olympiques（フランス語版） 区間優勝（第3ステージ）
- フランス選手権　優勝（U23・個人タイムトライアル）

2018年
- ドワルス・ドール・ウェスト＝フラーンデレン 優勝

2019年
- ツアー・オブ・カリフォルニア 区間優勝（第3ステージ）
- ブエルタ・ア・エスパーニャ 区間優勝（第19ステージ）

2020年
- フォーン＝アルデシュ・クラシック 優勝
- フランス選手権　個人タイムトライアル 優勝
- ブエルタ・ア・エスパーニャ 総合敢闘賞[2]

2021年
- ツール・ド・ロマンディ 区間優勝（第5ステージ・個人タイムトライアル）
- フランス選手権　個人ロードレース 優勝
- ツール・ド・ポローニュ 区間優勝（第6ステージ）

2023年
- セッティマーナ・インテルナツィオナーレ・ディ・コッピ・エ・バルタリ 区間優勝（第1ステージ、第5ステージ・個人タイムトライアル）
- フランス選手権　個人タイムトライアル 優勝